# Tina Modotti

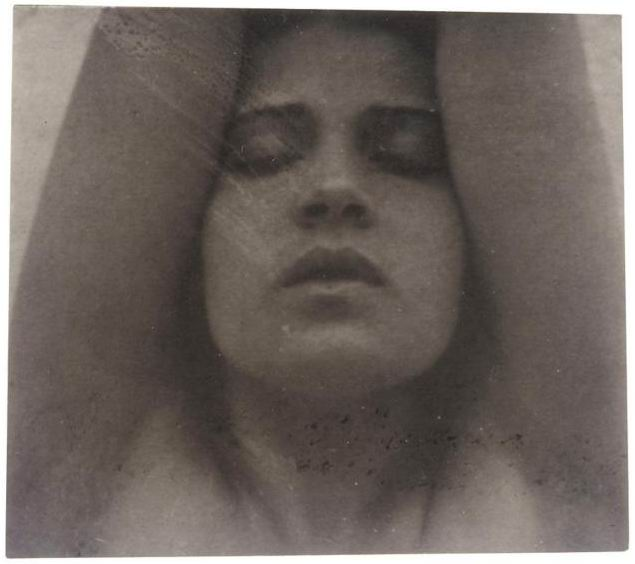
Edward Weston, Tina Modotti with her arms raised, ok. 1921

Tina Modotti, właściwie Assunta Adelaide Luigia Modotti Mondini (ur. 16 sierpnia 1896 w Udine, zm. 5 stycznia 1942 w m. Meksyk) – włoska aktorka teatralna i filmowa, fotografka, lewicowa działaczka polityczna.

## Życie
Była córką Giuseppe Modottiego i Assunty Mondini. W poszukiwaniu pracy Giuseppe przeniósł się wraz z rodziną do Austrii. W 1905 wrócili do Udine, ale już w 1906 ojciec wyemigrował do USA. W wieku dwunastu lat Tina, aby utrzymać matkę i liczne rodzeństwo, podjęła fizyczną pracę w fabryce tekstylnej. W roku 1913 siedemnastoletnia Tina opuściła Włochy i przeniosła się do mieszkającego w San Francisco ojca. W późniejszych latach dołączyli do nich pozostali członkowie rodziny. W USA początkowo pracowała w zakładzie krawieckim, a później w salonie kapeluszniczym. W 1917 zadebiutowała we włoskim teatrze wstępując do aktorskiego zespołu City of Florence Company.
W 1918 poślubiła amerykańskiego malarza i poetę Rubaix de l'Abrie Richey - Robo, którego poznała na wystawie Panama - Pacific International Exposition w 1915 roku. Ich dom stał się miejscem spotkań lokalnych artystów i intelektualistów o liberalnym światopoglądzie. Od 1920 roku rozpoczęła karierę filmową w Hollywood. Zagrała w kilku filmach, była m.in. odtwórczynią głównej roli w The Tiger's Coat w reżyserii Roya Clementa. W 1920 pozuje kilku fotografom m.in. Jane Reece, Johanowi Hagemayerowi oraz Edwardowi Westonowi. W 1922 roku w czasie organizowania wystawy malarstwa amerykańskiego w Meksyku umarł na ospę jej mąż. Podczas związanego z pogrzebem pobytu w Meksyku Modotti poznała meksykańskich muralistów. Do USA wróciła na wieść o śmierci ojca. Zafascynowana sztukami plastycznymi, porzuciła aktorstwo i zaczęła uczyć się fotografii od Edwarda Westona, z którym połączył ją namiętny romans i którego w lipcu 1923 roku namówiła na wyjazd do Meksyku.
W tym czasie Meksyk przeżywał ożywienie kulturalne, a Tina i Weston spotykali się w redakcji gazety "El Machete" z najlepszymi malarzami meksykańskimi, m.in. z Davidem Siqueirosem, Diego Riverą i Clemente Orozco. W 1924 Tina zorganizowała wystawę swoich prac fotograficznych, którą oglądali także przywódcy Meksyku. W tym samym czasie Edward Weston wrócił do USA do swojej żony. Meksykańskie studio Tiny Modotti stało się najważniejszym salonem artystycznym stolicy, w którym bywali m.in. Diego Rivera, Frida Kahlo, John Dos Passos, Dolores Del Rio i wielu południowoamerykańskich politycznych uchodźców, w tym Xavier Guerrero. Jej zdjęcia były publikowane w czasopismach "Shape", "New Masses" i "Horizonte". W 1927 Tina wstąpiła do Komunistycznej Partii Meksyku. W lutym 1930 roku została zmuszona przez rząd meksykański do opuszczenia Meksyku, po próbie uwikłania jej w zabójstwo Kubańczyka Julio Antonio Mella (styczeń 1929), sekretarza generalnego Komunistycznej Partii Meksyku, a od 1928 roku jej kochanka. Została także oskarżona o udziału w ataku na nową głowę państwa, Ortiz Rubio Pasquala. W związku z tym oskarżeniem została aresztowana i wydalona z Meksyku.
Wyjechała do Berlina, gdzie spotkała się z Bohuměrem Smeralem, założycielem Komunistycznej Partii Czechosłowacji, pisarzem Egonem Kischem i fotografką Lotte Jacobi. W październiku 1930 przeniosła się do Związku Radzieckiego, gdzie porzuciła fotografowanie na rzecz politycznej działalności w Kominternie. Podczas wojny domowej w Hiszpanii zaangażowała się po stronie republikanów. W 1939 wróciła incognito do Meksyku. Zmarła w 1942 na atak serca.

## Filmografia
- 1920: The Tiger's Coat

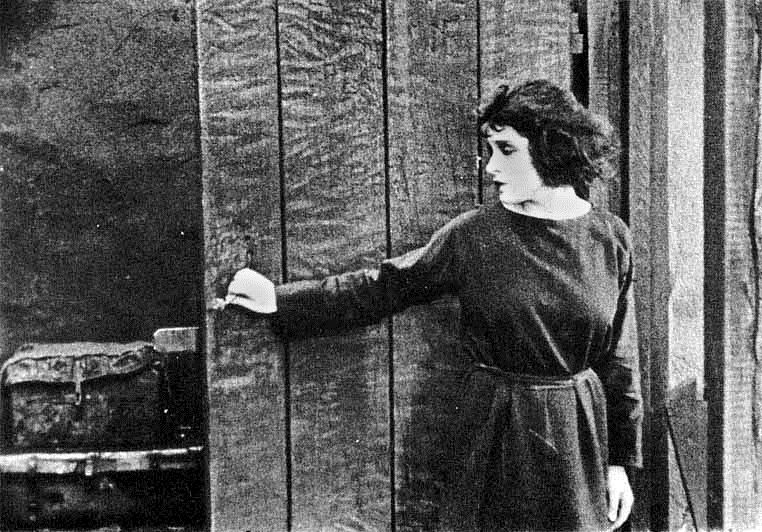
Tina Modotti w filmie The Tiger's Coat

- 1921: Riding With Death (jako Tina Medotti)
- 1922: I Can Explain

## Biografie
- Margaret Hooks, Tina Modotti: Photographer and Revolutionary, Da Capo P., ISBN 0-306-80981-8.
- Margaret Hooks, Tina Modotti (Masters of Photography), Aperture, ISBN 0-89381-823-2.